# Accollo (diritto)
L'accollo è uno dei contratti che rientrano nel fenomeno della successione a titolo particolare nel debito, più precisamente è il contratto tra il debitore (accollato) e un terzo (accollante) in virtù del quale quest'ultimo si assume un debito del primo verso un creditore (accollatario).
L'accollo è disciplinato dall'art. 1273 del codice civile.

## Struttura
L'accollo, al pari dell'espromissione, ha quale causa  quella di assumersi un debito altrui. Nondimeno mentre con l'espromissione siffatta funzione viene realizzata all'esito di un accordo tra il terzo e il creditore, nell'accollo l'accordo interviene tra il terzo e il debitore originario. 
È tuttavia possibile, per il creditore, aderire alla convenzione intervenuta tra debitore e terzo, rendendo in tal modo irrevocabile la stipulazione (art. 1273, comma 1, codice civile). In questo caso, infatti, per effetto del comma 2 dell'art. 1411, il creditore acquista il diritto contro il terzo accollante. Questo tipo di accollo è stato chiamato dalla dottrina "esterno", in contrasto con l'accollo "interno o semplice" che si realizza ogni qualvolta la stipulazione produce effetti solo ed esclusivamente rispetto alle parti, precludendo al creditore la possibilità di aderirvi e rendere irrevocabile la stipulazione.

## Natura giuridica
Secondo la dottrina dominante, infine, l'accollo non sarebbe, a differenza dell'espromissione, un contratto autonomo; esso dovrebbe sempre conseguirsi all'interno di un più ampio contratto del quale sarebbe una semplice clausola.
La tesi, comunque, non è da tutti accolta giacché si osserva che se la funzione di assumersi il debito altrui regge, da sola, l'espromissione, non si vede per quale ragione debba poi considerarsi insufficiente a reggere l'accollo quale autonomo negozio.
La differenza tra le due fattispecie riguarderebbe solo le strutture di perfezionamento, atteso che l'accollo si conclude tra vecchio e nuovo debitore, mentre l'espromissione esige il consenso dell'assuntore e quello del creditore (o almeno il suo mancato rifiuto se si ritiene di applicare l'art. 1333 c.c.).